# Desulfotomaculum solfataricum
Desulfotomaculum solfataricum è una specie di batterio appartenente alla famiglia delle Peptococcaceae.